# Siccia kuangtungensis
Siccia kuangtungensis là một loài bướm đêm thuộc phân họ Arctiinae, họ Erebidae.